# Emil Halonen

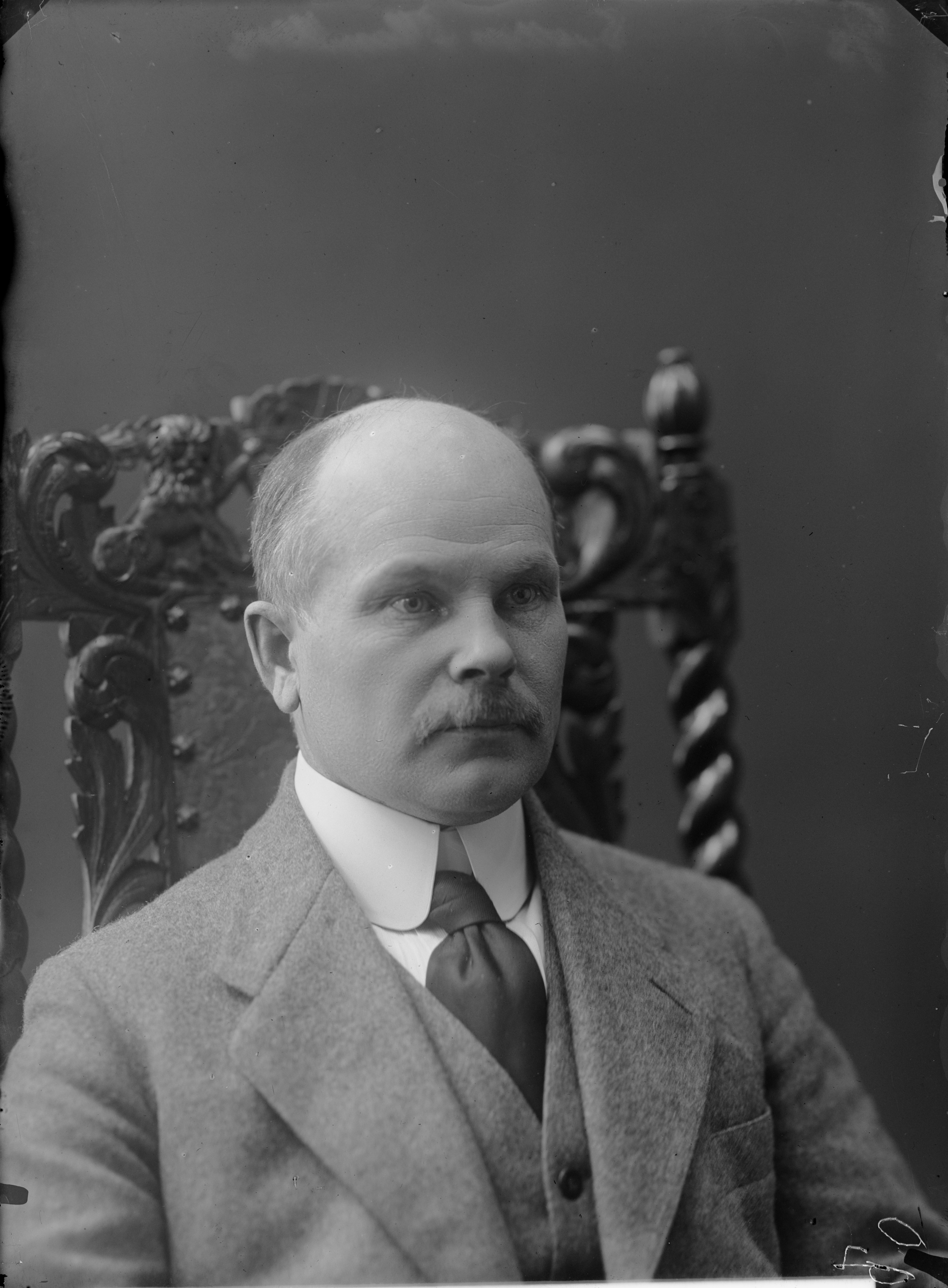
Emil Halonen

Emil Halonen, född 21 maj 1875 i Lapinlax i Savolax, död 5 november 1950, var en finländsk skulptör. 
Emil Halonen var kusin till textilkonstnären Sohvi Halonen (1861-1920), dragspelstillverkaren Aapeli Halonen (1863-1927), målaren Pekka Halonen, målaren Antti Halonen (1870-1945) och violinisten Heikki Halonen. 
Han utbildade sig först till snickare på Villmanstrands och Lapvesi yrkesskola. Han blev 1895 lärjunge till Emil Wikström på Finska Konstföreningens ritskola i Helsingfors, och studerade sedan i Frankrike, Ryssland och Italien. Med sina uttrycksfulla, folkligt arkaiserande skildringar av allmogetyper - till stor del skurna i träd, på vilket område han var banbrytande - förvärvade Halonen tidigt en beaktad ställning. Senare övergick alltmera övergått till en lyriskt betonad starkt idealiserande stil.